# Hoefpolder
De Hoefpolder is de naam van een polder en voormalig waterschap in de gemeente De Lier, in de Nederlandse provincie Zuid-Holland. De polder grenst aan de Oude Campspolder en de Kralingerpolder. Het waterschap was verantwoordelijk voor de waterhuishouding in de polder. De polder werd bemalen door de Hoefpoldermolen. Deze werd in 1920 vervangen door een elektrisch gemaal.
In de Hoefpolder stond de ontginningsboerderij Hoofbosch van waaruit waarschijnlijk het deel van de polder, van de Hoefweg tot aan de Oudendijk is ontgonnen.
In 1905 toen de Westlandsche Stoomtramweg Maatschappij een stoomtramlijn wilde aanleggen door De Lier maakte het polderbestuur bezwaar tegen de bouw van een goederenloods en een station in De Lier. Deze zouden te dicht bij de Hoefpoldermolen komen en hiermee de wind wegnemen. In plaats van een echt station kreeg De Lier slechts een abri.

## Noten

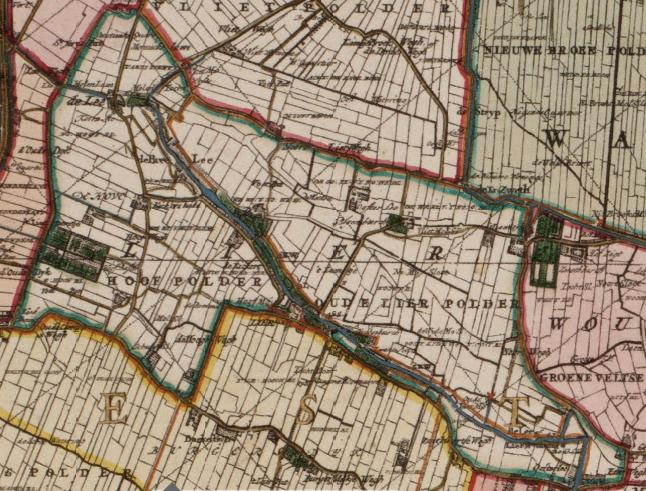
Kaart 1712